# Rašeliníkovité
Rašeliníkovité (Sphagnaceae) je čeleď mechů z monotypického řádu rašeliníkotvaré (Sphagnales). V současnosti obsahuje jediný recentní rod, rašeliník (Sphagnum). K vyhynulým rodům této čeledi patří například Sphagnophyllites. Rod rašeliník zahrnuje asi 330 druhů, navzájem velmi obtížně rozlišitelných.

## Charakteristika
Protonema (prvoklíček) těchto mechů je lupenitá. Mechové rostlinky jsou bez rhizoidů, lodyžky jsou neukončeného růstu se svazečky větviček, které jsou na koncích lodyžek nahloučeny v hlavičku. Lístky jsou bezžebré, tvořeny úzkými zelenými buňkami - chlorocysty, které obsahují četné chloroplasty a skládají jakousi sít, jejíchž oka jsou vyplněna bezbarvými mrtvými buňkami. Tobolka je kulovitá, bez čepičky, uvnitř je mohutná kolumela, nad níž je rozprostřen archespor.